# Adelina Adalis
Adelina Adalis (Pseudonym), geboren Adelina Alexejewna Wiskowatowa, ab 1905 Adelina Jefimowna Jefron (Efron), (russisch Аделина Адалис, урожд. Аделина Алексеевна Висковатова, с 1905 Аделина Ефимовна Ефрон (Эфрон); * 13. Julijul. / 26. Juli 1900greg. in St. Petersburg; † 13. August 1969 in Moskau) war eine sowjetische Dichterin, Schriftstellerin und Übersetzerin.

## Leben
Adalis’ Vater wurde nach Aktivitäten in der Revolution 1905 aus Russland verbannt und starb an einer Lungenentzündung. Auch die Mutter, eine Ballerina, starb bald. Adalis wurde von der Familie der Mutter adoptiert und erhielt den Namen Adelina Jefimowna Jefron. Sie wuchs ab 1902 in Odessa auf.
Ab 1913 schrieb Adalis vom Akmeismus beeinflusste Gedichte, die sie ab 1918 veröffentlichte. In Odessa war sie Mitglied des Literatur-Kreises Grüne Lampe. Sie ging 1920 nach Moskau und schloss sich der Gruppe Moskauer Parnass an. Sie wurde Schülerin Waleri Brjussows, dem sie dann sehr nahe stand. Er widmete ihr eine Reihe von Gedichten. Sein Tod 1924 belastete sie sehr, und sie nahm Drogen. In einem Brief an Marija Schkapskaja beklagte sie ihren Verlust.
Adalis gehörte zum Odessaer Kollektiv der Poeten. Ossip Mandelstam schätzte ihre Gedichte. Mit Marina Zwetajewa war sie befreundet. Adalis stellte 1925 einen Gedichtband zusammen, der nicht gedruckt wurde.
Nach dem Tod Brjussows ging Adalis als Korrespondentin nach Zentralasien und blieb dort bis 1931. Mit ihrem Mann, dem Geographen Iwan Wladimirowitsch Sergejew (1903–1964), schrieb sie 1926 einen Abenteuerroman mit Science-Fiction-Elementen über eine verlorene abgeschlossene Zivilisation im unzugänglichen Pamir-Gebirge. Ein Buch mit ihren Eindrücken in Zentralasien erschien 1929. Ihr erster Gedichtband wurde 1934 veröffentlicht.
Adalis übersetzte ins Russische persische Werke der Klassiker Nāsir-i Chusrau, Dschāmi und Fuzūlī sowie zeitgenössische Werke des Aserbaidschaners Səməd Vurğun, des Kasachen Schambyl Schabajuly, des Tadschiken Mirso Tursunsoda u. a. Auszüge aus einem von Adalis übersetzten bengalischen Gedicht aus einem Roman Rabindranath Tagores wurden mit Alexei Rybnikows Vertonung ein Lied, das durch Verwendung in einem Film weithin bekannt wurde.
Adalis schwärmte für die genauen Wissenschaften Physik und Biologie, aber auch für Kosmogenie, Geschichte, Archäologie und Kybernetik. Ihr Sohn Wladimir Iwanowitsch Sergejew wurde Dichter und Sänger, während ihre Tochter Julija Iwanowna Sergejewa (1930–2018) Regisseurin war.
Adalis starb am 13. August 1969 in Moskau und wurde auf dem Chimkier Friedhof begraben.

## Ehrungen
- Ehrenzeichen der Sowjetunion (1939)
- Medaille „Für heldenmütige Arbeit“ (1954)